# Uroš Seljak
Uroš Seljak (n. 13 mai 1966, Nova Gorica, Comuna urbană Nova Gorica, Slovenia) este un cosmolog sloven, profesor de astronomie și fizică la Universitatea Berkeley din California. Este cunoscut în special pentru cercetările sale în cosmologie și metodele statistice bayesiene aproximative.

## Biografie
După ce a terminat Școala Gimnazială din Nova Gorica, Seljak și-a făcut studiile universitare la Universitatea din Ljubljana, Slovenia, unde a absolvit în 1989 și a obținut un masterat de la aceeași instituție în 1991. Ulterior a mers la Institutul de Tehnologie din Massachusetts, unde a obținut un doctorat în 1995.
După studii postdoctorale la Centrul de astrofizică Harvard-Smithsonian, Seljak a lucrat la Universitatea Princeton, Centrul Internațional de Fizică Teoretică din Trieste, Italia și la Universitatea din Zurich, înainte de a se alătura în 2008 departamentelor de fizică și de astronomie ale Universității Berkeley din California. De asemenea, are un aranjament de colaborare cu Laboratorul Național Lawrence Berkeley.

## Muncă
Seljak este un cosmolog cunoscut în special pentru cercetările sale asupra radiațiilor cosmice de fond, roiurilor de galaxii și al lentilelor gravitaționale slabe și implicațiile acestor observații privind forma la scară largă a universului.
În 1997, Seljak a prezis existența modurilor B în polarizarea radiațiilor cosmice de fond ca un trasor al undelor gravitaționale primordiale din inflație. Împreună cu M. Zaldarriaga a dezvoltat codul CMBFAST pentru temperatura radiațiilor cosmice de fond, polarizarea modului E și B și pentru efectele lentilelor gravitaționale asupra radiațiilor cosmice de fond.
În 2000 a dezvoltat așa-zisul modelul de halou al materiei întunecate și statistici privind legarea gravitațională a galaxiilor.
O mare parte din lucrările recente ale lui Seljak s-au concentrat asupra modului de a extrage proprietățile fundamentale ale universului nostru din observații cosmologice folosind metode analitice și simulări numerice. Seljak a dezvoltat modele generatoare cosmologice de distribuții de materie întunecată, stele și distribuții de gaze cosmice, inclusiv codul FastPM diferențiat și extensiile sale.
Seljak dezvoltă activ metode pentru metodologii bayesiene aproximative accelerate și le aplică cosmologiei, astronomiei și altor științe. 
Seljak a dezvoltat metode de învățare automată cu aplicații la cosmologie, astronomie și alte științe. Exemple sunt procesul Gaussian Fourier pentru analiza timpului și/sau a datelor ordonate spațial, modele generative cu simetrii fizice explicite (translație, rotație) etc.

## Foști doctoranzi
- Matias Zaldarriaga  (consilier)
- Jacek Guzik (consilier)
- Chris Hirata
- Kevin Huffenberger
- Rachel Mandelbaum
- Nikhil Padmanabhan
- Alexei Makarov
- Lucas Lombriser
- Nico Hamaus
- Eric Huff (consilier)
- Tobias Baldauf
- Jonathan Blazek
- Matt George (consilier)
- Zvonimir Vlah
- Irshad Mohammed (consilier)
- Nick Hand